# Karassouk (rivière)
Pour les articles homonymes, voir Karassouk.
Le Karassouk (en russe : Карасук) est une rivière de Russie qui coule dans l'oblast de Novossibirsk, au sud-est de la Sibérie occidentale. 

## Géographie
Le Karassouk a 531 km de long et draine un bassin versant de quelque 11 300 km2.
Le Karassouk coule au sud de la grande plaine de Sibérie occidentale. Il prend naissance à une centaine de kilomètres au sud-ouest de la ville de Novossibirsk, à 190 m d'altitude. Il coule depuis le nord-est vers le sud-ouest au sein d'une large vallée située dans la partie méridionale de la steppe de Baraba, et termine son parcours dans un bassin 
endoréique constitué de petits lacs peu profonds et de marécages, à une altitude de 105 m, non loin de la frontière avec le Kazakhstan. 
La rivière possède une particularité : en période de crue, une partie de ses eaux déborde et quitte son lit pour s'engager dans la rivière Bourla (Бурла) , qui constitue une branche effluante en direction du sud, à l'est de la ville de Karassouk. En cas de très forte crue, une autre partie des eaux quitte en plus le lit en direction du nord, via un autre effluent, le Baganiounok (Баганёнок), vers la rivière Bagan. 
Le Karassouk n'a aucun affluent d'importance.
La rivière est gelée en moyenne, de la mi-novembre à la mi-avril.

## Villes traversées
La rivière traverse des zones agricoles peu peuplées.
La seule ville d'une certaine importance est Karassouk, qui a reçu son nom de celui de la rivière. Elle se situe sur son cours inférieur, peu avant que la rivière ne se perde dans les marécages environnants. La ville est un centre ferroviaire important. 

## Hydrométrie - Les débits à Iarok
Le débit du Karassouk a été observé pendant 24 ans (entre 1954 et 1978) à Iarok, petite localité située à 62 km de la fin de son parcours, et à une altitude de 109 m. 
Le débit inter annuel moyen ou module observé à Iarok durant cette période était de 2,49 m3/s pour une surface de drainage prise en compte de 7 720 km2. La lame d'eau écoulée dans ce bassin atteint ainsi le chiffre de 10,2 mm par an, ce qui peut être considéré comme très faible, mais correspond aux mesures effectuées sur d'autres cours d'eau de cette région fort peu arrosée. 
Rivière alimentée avant tout par la fonte des neiges, le Karassouk est un cours d'eau de régime nival de plaine. 
Les hautes eaux se déroulent au printemps, en avril et en mai, ce qui correspond à la fonte des neiges. Au mois de juin, le débit plonge, puis s'effondre en juillet, ce qui constitue le début de la période des basses eaux. Celle-ci a lieu de juillet à mars inclus, avec un plancher de décembre à mars, lié au gel de l'hiver. 
Le débit moyen mensuel observé en mars (minimum d'étiage) est de 0,11 m3/s (110 litres), soit moins de 1 % du débit moyen du mois d'avril (13,4 m3/s), ce qui témoigne de variations saisonnières d'amplitude extrêmement élevées, typiques de la région des steppes sud-sibériennes. Ces écarts de débit mensuel peuvent encore être plus marqués selon les années : sur la durée d'observation de 24 ans, le débit mensuel minimal a été de 0,00 m3/s à de nombreuses reprises, entre octobre et mars, tandis que le débit mensuel maximal s'élevait à 75,3 m3/s en avril 1961.

## Zone protégée
La région où le Karassouk prend naissance a été déclarée « zone protégée spéciale » en date du 
26 mars 2007.